# O Coronel e o Lobisomem (1978)
O Coronel e o Lobisomem é um filme brasileiro de 1979 dirigido e escrito por Alcino Diniz.
É a primeira versão cinematográfica da obra homônima de José Cândido de Carvalho.

## Elenco
| Ator/Atriz          | Personagem                          |
| ------------------- | ----------------------------------- |
| Maurício do Valle   | Coronel Ponciano de Azeredo Furtado |
| Maria Cláudia       | Dona Esmeraldina Nogueira           |
| Cléa Simões         | Dona Francisquinha                  |
| Jofre Soares        | Velho Simeão                        |
| Lídia Costa         | Tia Sinhá                           |
| Lídia Mattos        | Dona Antônia de Mello               |
| Renato Consorte     | Juju Bezerra                        |
| Tonico Pereira      | Lobisomem                           |
| Wilson Grey         | João Fonseca                        |
| Otávio Augusto      | Baltazar                            |
| Nildo Parente       | Pernambucano Nogueira               |
| Selma Egrei         | Dona Isabel Pimenta                 |
| Louise Cardoso      | Dona Bebel de Melo                  |
| Isabel Ribeiro      | Dona Celeste                        |
| Urbano Lóes         | Caetano de Melo                     |
| Lutero Luiz         | Juquinha Quintanilha                |
| Fernando Reski      | Fontainha                           |
| Neila Tavares       | Dadá                                |
| Germano Filho       | Belchior                            |
| Jotta Barroso       | Totonho Borges                      |
| Marcus Vinícius     | Zé Mateus                           |
| Alfredo Clemente    | Gigante do Circo                    |
| Amauri Guarilha     | Capanga                             |
| Antônio Ganzarolli  | Papa Defunto                        |
| Emmanuel Cavalcanti | João Ramalho                        |
| Erley José          | Dioguinho                           |
| Glória Cristal      | Nazareth                            |
| José Steinberg      | Seabra                              |
| Paulo Rezende       | Mascate                             |
| Leônidas Mazuris    | Hoteleiro                           |